# Trzy cylindry
Trzy cylindry (hiszp. Tres sombreros de copa) – sztuka teatralna autorstwa Miguela Mihury, napisana w 1932 roku, wydana drukiem w 1947 roku, zaś wystawiona po raz pierwszy 24 listopada 1952 w Teatro Español w Madrycie. Jest zaliczana do najważniejszych przykładów surrealizmu w hiszpańskiej dramaturgii. 

## Opis fabuły
Akcja sztuki rozgrywa się w ciągu jednej nocy w tanim pensjonacie, położonym w prowincjonalnym, nadmorskim kurorcie. Dla głównego bohatera Dionizego, to ostatnia noc w stanie kawalerskim. Rano ma wyruszyć do miejscowego kościoła i poślubić swoją wieloletnią narzeczoną, mało urodziwą, mającą trudny charakter i wyjątkowo nudne życie, ale za to pochodzącą z niezwykle zamożnej rodziny. Początkowo Dionizy wydaje się pogodzony z taką przyszłością, a nawet zadowolony z niej. Wypoczynek zakłócają mu wyjątkowo głośni sąsiedzi, obwoźna trupa biednych artystów, biorących udział w spektaklach typu music-hall. Wkrótce pokój Dionizego, niezależnie od jego protestów, staje się miejscem obficie zakrapianej imprezy, do której w końcu się przyłącza. Nie zdradza jednak swojej sytuacji życiowej, zamiast tego podając się za początkującego żonglera. Wśród jego nowych znajomych jest piękna Paula, tancerka o raczej pozbawionym złudzeń stosunku do związków damsko-męskich. Gdy nastanie ranek, Dionizy będzie już pewien, że nie chce przewidywalnego, do bólu ustatkowanego życia. Zamiast tego woli uciec gdzieś daleko z Paulą. Ale dziewczyna, która do tego czasu zdąży już poznać prawdę o nim, wie, że ich związek nie ma żadnych szans. Udaje zatem, że wcale nie chce Dionizego, choć jej prawdziwe uczucia są zupełnie inne. 

## Inscenizacje w Polsce
Sztuka po raz pierwszy została przedstawiona polskiej publiczności w 1996 roku w Teatrze Telewizji. W spektaklu w reżyserii Leny Szurmiej w rolach głównych wystąpili Jacek Mikołajczak (Dionizy) i Justyna Sieńczyłło (Paula). Ponadto dramat był prezentowany w Polsce w teatrze amatorskim – w roku 2016 jego warszawską inscenizację wyprodukowało Stowarzyszenie Kuko, przy czym aktorzy posługiwali się w niej oryginalnym tekstem hiszpańskim, zaś dla widzów nieznających tego języka wyświetlane były napisy.